# Gracula enganensis
Gracula enganensis là một loài chim trong họ Sturnidae.